# Cantó de Vesenòbre
El cantó de Vesenòbre és un cantó del departament francès del Gard, situat al districte d'Alès. Té 17 municipis i el cap cantonal és Vesenòbre.

## Municipis

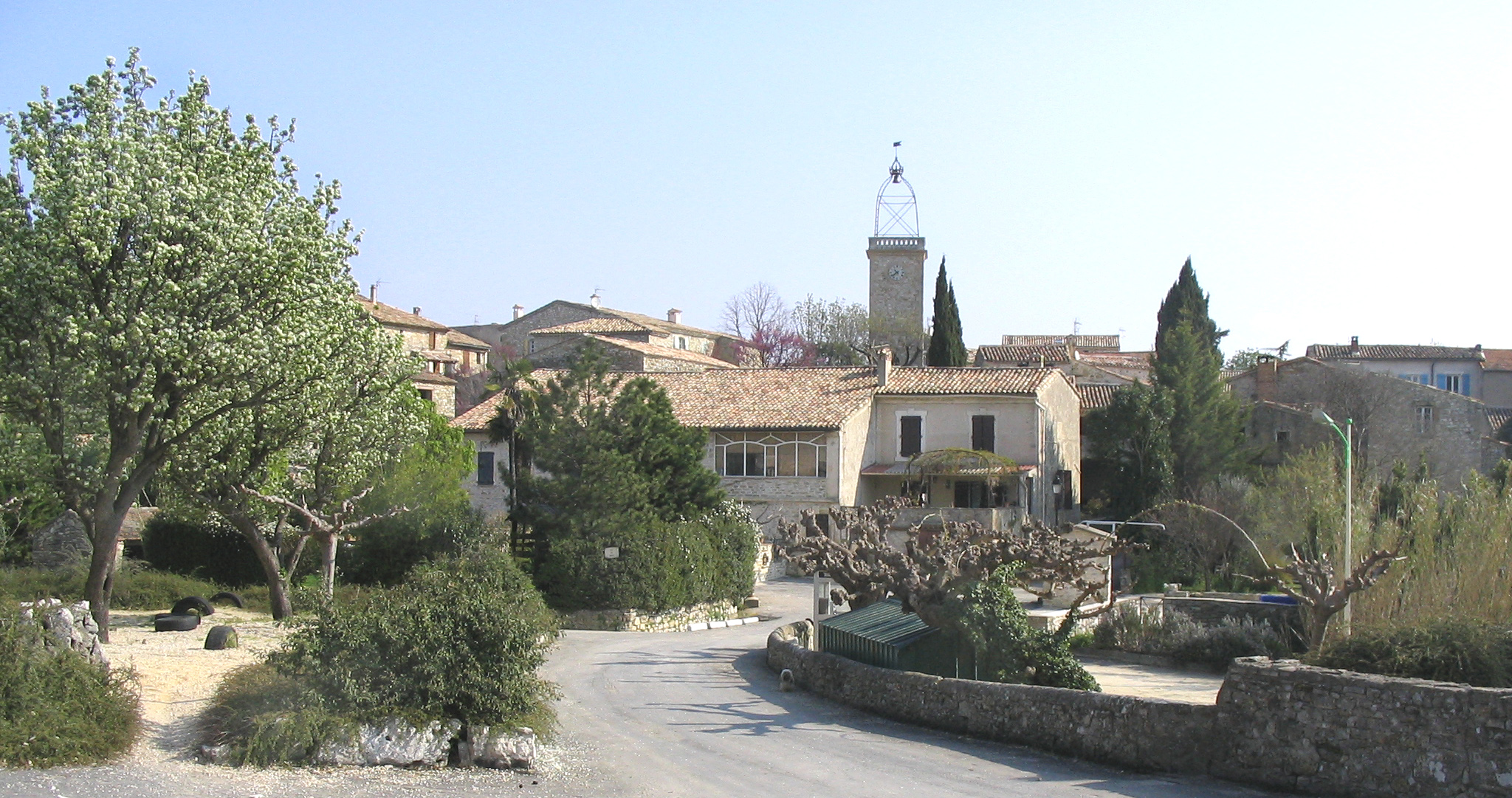
El poble de Dèus

- Brinhon
- Broset d'Alèst
- Castèlnòu e Valença
- Cruvièrs e las Corts
- Dèus
- Euset
- Martinhargues
- Montelhs
- Nèrç
- Sent Cesari de Grasinhan
- Sent Estève de l'Ome
- Sent Ipolit de Caton
- Sent Jan de Ceirargues
- Sent Just e Vaquièiras
- Sent Maurici de Casasvièlhas
- Sèina
- Vesenòbre